# Paul Vincze
Paul Vincze (geb. Pál Vincze; * 15. August 1907 in Galgagyörk, Komitat Pest, Ungarn; † 5. März 1994 in Magagnosc, Frankreich) war ein ungarisch-britischer Medailleur.

## Leben und Wirken
Paul Vincze war der Sohn eines jüdischen Vaters und einer katholischen Mutter.  Er studierte an der Fachschule für Angewandte Kunst in Budapest und arbeitete später sieben Jahre im Atelier von Ede Telcs. Von 1935 bis 1937 studierte er mit einem Stipendium am Collegium Hungaricum in Rom und kehrte dann nach Ungarn zurück. Wegen des erstarkenden Nationalsozialismus emigrierte er 1938 nach Großbritannien, wo er sich im Stadtteil Chelsea von London ein Atelier einrichtete. 1948 wurde er britischer Staatsbürger. Er hatte außerdem ein Haus in Magagnosc, einem damaligen Vorort von Grasse in Südfrankreich. 1958 heiratete er die Französin Emilienne Chauzeix.
Erste Arbeiten von Paul Vincze waren unter anderem Porträtmedaillen von Harold Mattingly (1947) und Charles Holden (1950). 1948 gestaltete er eine Medaille, mit der er an den Art Competitions der Olympischen Sommerspiele teilnahm. Bekannt wurde er 1953 durch seinen Entwurf einer Medaille anlässlich der Krönung von Elisabeth II.
Weitere Arbeiten von Paul Vincze waren unter anderem eine Porträtmedaille von Herbert Samuel, 1. Viscount Samuel (1960), eine Serie von Medaillen für den Shakespeare Birthplace Trust (1964), eine Medaille für die Smithsonian Institution (1965), eine Porträtmedaille von Yehudi Menuhin (1965), eine Florence-Nightingale-Medaille für die Societe Commemorative de Femmes Celebres (1966) und Gedenkmedaillen zum 900. Jahrestag der Schlacht bei Hastings (1966), zum 50. Jahrestag der Balfour-Deklaration (1967) und Man’s First Landing on the Moon zur Mondlandung von Apollo 11 (1969).
Kursmünzen gestaltete er unter anderem für Malawi, Rhodesien, Nigeria und Guinea.
Paul Vincze war ab 1941 Mitglied der Art Workers Guild und ab etwa 1946 Mitglied der Arts and Crafts Exhibition Society. 1961 wurde er Fellow der Royal British Society of Sculptors.

## Auszeichnungen
- 1951: Sonderpreis der II. Exposiçión Nacional de Numismática e Internacional de Medallas, Madrid
- 1964: Silbermedaille des Salon de Paris
- 1966: Goldmedaille der American Numismatic Association